# Lijst van rijksmonumenten in Weerselo
De plaats Weerselo telt 8 inschrijvingen in het rijksmonumentenregister. Hieronder een overzicht.
| Object                                                                        | Oorspronkelijke functie? | Bouwjaar        | Architect | Locatie           | Coördinaten?                  | Nr.?   | Afbeelding         |
| ----------------------------------------------------------------------------- | ------------------------ | --------------- | --------- | ----------------- | ----------------------------- | ------ | ------------------ |
| Forse, gave, driebeukige vakwerkschuur. Gave schaapskooi, eveneens in vakwerk | Boerderij                |                 |           | Hilbertweg 4      | 52° 20' 22" NB, 6° 53' 46" OL | 38413  | Meer afbeeldingen  |
| Hervormde Kerk op het Stift                                                   | Kerk en kerkonderdeel    | midden 12e eeuw |           | het Stift 11      | 52° 21' 20" NB, 6° 50' 35" OL | 38415  | Meer afbeeldingen  |
| Het Storkenhuis                                                               | Kerkelijke dienstwoning  | 1731            |           | het Stift 15      | 52° 21' 21" NB, 6° 50' 32" OL | 38416  | Meer afbeeldingen  |
| Postkantoor. Sober verdiepingloos pand, aan het Stift gelegen                 | Overheidsgebouw          |                 |           | het Stift 6       | 52° 21' 22" NB, 6° 50' 35" OL | 38417  | Meer afbeeldingen  |
| Waterput met Bentheimerstenen rand en haalboom, in het midden van het Stift   | Straatmeubilair          |                 |           | Stiftstraat bij 6 | 52° 21' 21" NB, 6° 50' 34" OL | 38418  | Meer afbeeldingen  |
| Interessant vakwerkschurencomplex met houten topgevels.                       | Gebouw                   |                 |           | Vicarieweg 3      | 52° 21' 22" NB, 6° 50' 47" OL | 38419  | Upload foto        |
| Hervormde pastorie                                                            | Dienstwoning             | ca. 1921        |           | het Stift 4       | 52° 21' 22" NB, 6° 50' 37" OL | 511934 | Hervormde pastorie |
| Smederij                                                                      | Nijverheid               | 1900            |           | Vicarieweg 5      | 52° 21' 22" NB, 6° 50' 41" OL | 511935 | Smederij           |

## Voormalig rijksmonument in Weerselo
| Object | Oorspronkelijke functie? | Bouwjaar | Architect | Locatie      | Coördinaten?                  | Nr.?  | Afbeelding        |
| --- | ------------------------ | -------- | --------- | ------------ | ----------------------------- | ----- | ----------------- |
| Twee aantrekkelijk tussen geboomte op het erf van de boerderij gesitueerde schuren. Driebeukige vakwerkschuur. Kleiner schuurtje, eveneens geheel in vakwerk, met vakwerkuitbouwtje | Boerderij                |          |           | Hilbertweg 1 | 52° 20' 27" NB, 6° 53' 48" OL | 38412 | Meer afbeeldingen |